# Wanda Ramos
Wanda Ramos (1948 - 1998) là một nhà văn và nhà thơ người Bồ Đào Nha.
Ramos được sinh ra ở Dundo, Angola và chuyển đến Bồ Đào Nha vào khoảng năm 1958. Cô đã xuất bản ba tập thơ:
- Nas Coxas do Tempo (1970)
- E Contudo Cantar Semper (1979)
- Nhà hát-com-Sentidos (1985) [1]

cũng như ba cuốn tiểu thuyết:
- Percursos (1981), đã giành giải thưởng cho tiểu thuyết của Hội Nhà văn Bồ Đào Nha [3]
- As Incontáveis Vésperas (1983)
- Litoral léal (1991)

Cuốn sách cuối cùng của cô là Crónica com estuário ao fundo, (phiên bản tiếng Pháp Chronique sur fond d'estuaire) xuất bản vào năm 1998.
Ramos cũng từng làm phiên dịch, dịch các tác phẩm của Jorge Luis Borges, Edith Wharton, Octavio Paz, Rabindranath Tagore và John le Carré sang tiếng Bồ Đào Nha.